# Rue de la Chapelle
Rue de la Chapelle är en gata i Quartier de la Goutte-d'Or och Quartier de la Chapelle i Paris artonde arrondissement. Gatan är uppkallad efter den tidigare kommunen La Chapelle. Rue de la Chapelle börjar vid Rue Ordener 2 och Rue Riquet 100 och slutar vid Boulevard Ney 29.

## Omgivningar
- Saint-Denys de la Chapelle
- Sainte-Jeanne-d'Arc
- Impasse de la Chapelle
- Cité de la Chapelle
- Boulevard de la Chapelle
- Place de la Chapelle
- Bois Dormoy
- Jardin Nusch-Éluard

## Bilder
| - Gatuskylt. - Saint-Denys de la Chapelle. - Sainte-Jeanne-d'Arc. - Jardin Nusch-Éluard. |

## Kommunikationer
- Tunnelbana – linje  – Marx Dormoy
- Tunnelbana – linje  – Porte de la Chapelle
- Busshållplats Département – Marx Dormoy – Paris bussnät, linjerna 38 N43

### Webbkällor
- ”Rue de la Chapelle”. Mairie de Paris. https://web.archive.org/web/20160303173347/http://www.v2asp.paris.fr/commun/v2asp/v2/nomenclature_voies/Voieactu/1772.nom.htm. Läst 2 september 2023.
- ”Rue de la Chapelle (18ème arrondissement)”. Les rues de Paris. https://web.archive.org/web/20190901222206/http://www.parisrues.com/rues18/paris-18-rue-de-la-chapelle.html. Läst 2 september 2023.